# Красные казармы (Новосибирск)
Красные казармы — архитектурный комплекс в Ново-Николаевске (Новосибирске), построенный в начале двадцатого века и служивший военно-остановочным пунктом для русской армии. Комплекс состоял из корпусов для нижних чинов и одного здания для офицерского состава. В годы Великой Отечественной войны здесь размещался эвакуированный завод, позднее в зданиях Красных казарм находились внутренние войска МВД, в настоящее время корпуса бывших военных казарм занимает Новосибирская психиатрическая больница № 3.

## Причины строительства военных городков
Идея о строительстве остановочных пунктов для армии вдоль железнодорожных линий появилась в 1900 году во время переброски русских войск в Китай для подавления Боксёрского восстания. Кроме того, в это время Россия имела напряжённые отношения с Японией и опасалась за своё влияние в Западном Туркестане. Время транспортировки от Москвы до Дальнего Востока длилась две недели. Долгая поездка в замкнутом пространстве была изнурительна для воинского состава, и чтобы обеспечить солдатам отдых, их высаживали на несколько дней на станциях, давая возможность принять горячую пищу и помыться. На станциях устанавливали палатки, но в зимнее время для нормального отдыха в них становилось холодно. Тогда было принято решение о строительстве военно-остановочных пунктов, первым из которых стал Ново-Николаевский.

## История Красных казарм

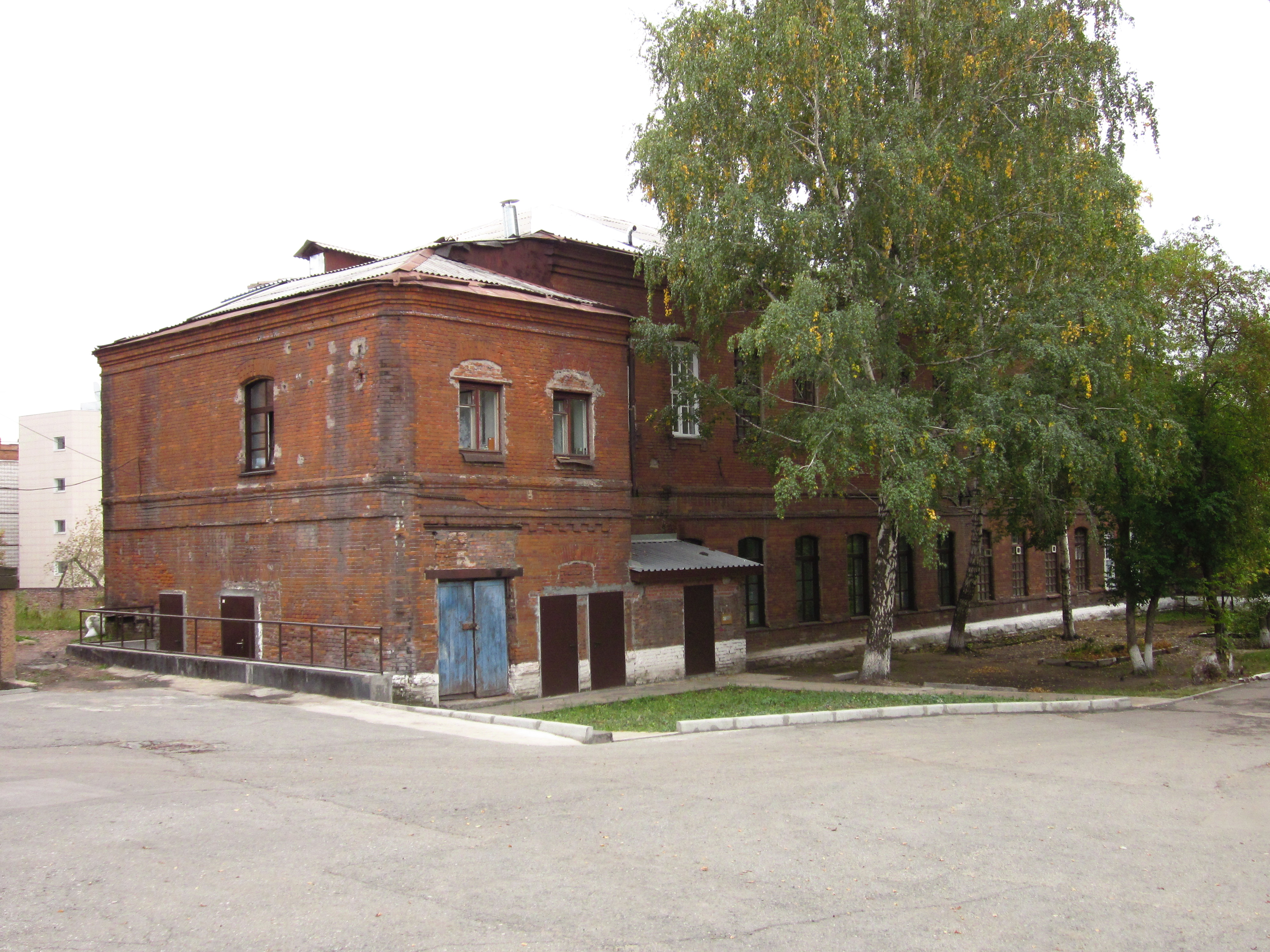

Строительство военного городка осуществлял петербургский архитектор барон фон Дершау, работы по его возведению начались в 1902 году и продолжалось несколько лет. Также в 1902 году фон Дершау приступил к строительству в Ново-Николаевске Военно-сухарного завода.
Восемь двух- и трёхэтажных казарм, каждая из которых вмещала до 500 человек, было построено для солдат. Эти казармы представляли собой своего рода продовольственные склады. Ещё одно здание было построено специально для офицеров, оно было меблировано и в нём располагался буфет. Военный городок был обеспечен двумя столовыми, кухней, пекарней, лазаретом, баней, прачечной, амбарами и конюшней.
В первые месяцы Русско-Японской войны именно в новониколаевском остановочном пункте происходила основная мобилизация войск Сибирского военного округа. За время войны через Ново-Николаевск в сторону Дальнего Востока прошли 1 270 000 солдат, и по причине плохой пропускной способности железной дороги многие полки днями находились в казармах города.
С 1905 по 1913 год в военном городке размещался городской гарнизон.
Во время Первой мировой войны остановочный пункт вновь стал принимать большое количество войск, основной поток которых теперь перемещался с востока на запад. Чтобы обеспечить многочисленную армию питанием, была построена новая пекарня, производящая около восьми тонн хлеба в день.
В декабре 1917 года в казармах разместился Интернациональный отряд Совдепа.
В 1918 году эвакуируемый на Дальный Восток корпус пленных чехословацких военнослужащих устроил мятеж в Ново-Николаевске, был захвачен военный городок, вытеснив из него «красных интернационалистов». В нём они находились до тех пор, пока не были отправлены на фронт воевать против большевиков, после чего в дальнейшем казармы заняли колчаковцы.

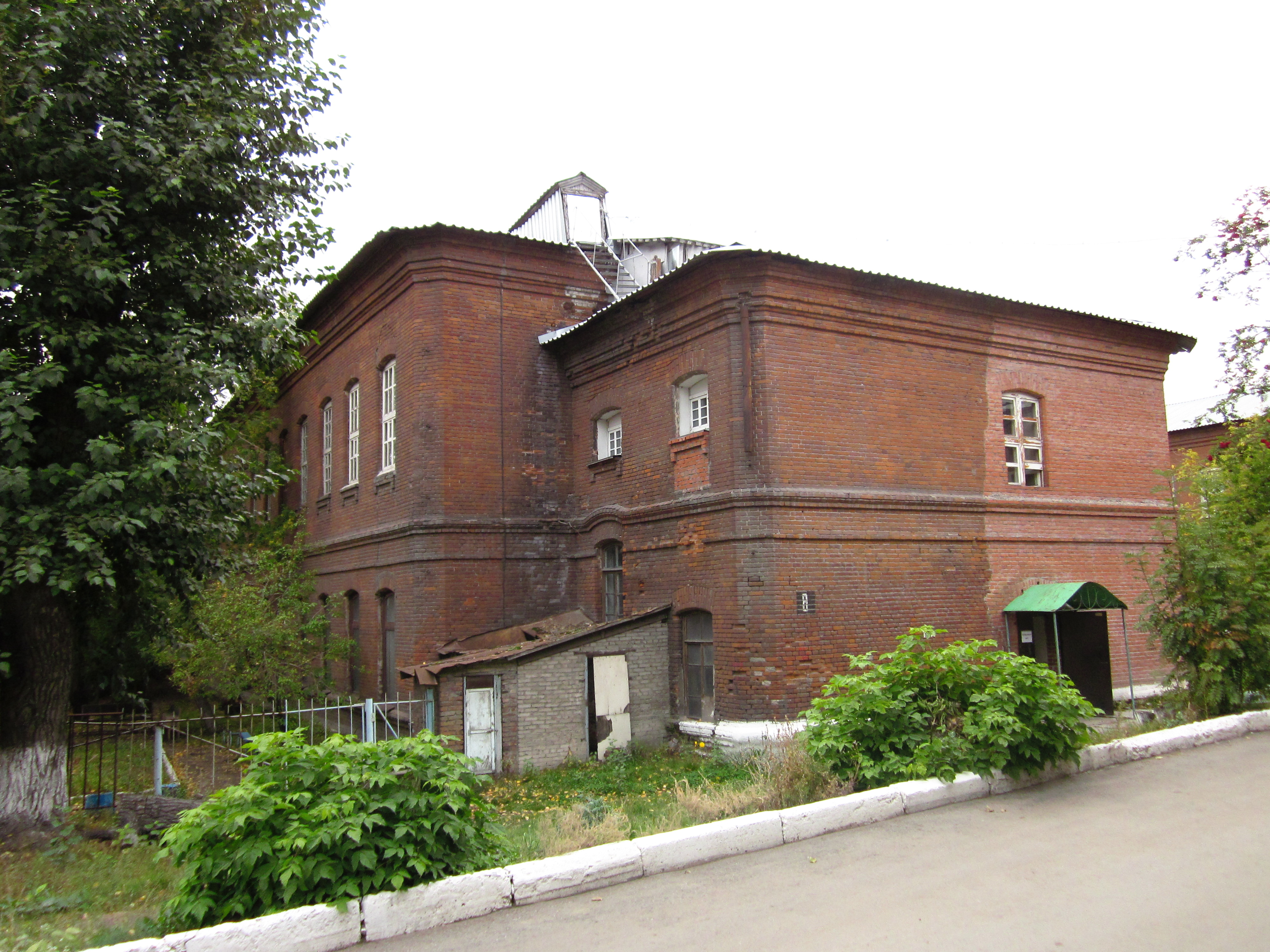

В 1919 году войска Верховного правителя Александра Колчака покинули без генерального сражения город Ново-Николаевск, к этому времени по городу распространилась эпидемия сыпного тифа, жертвами болезни становятся десятки тысяч человек. В этот период Красные казармы выполняют функцию тифозного барака. Только к 1921 году, когда советская власть вернулась в город и Чрезвычайной комиссия по борьбе с тифом (ЧЕКАТИФ) приняла жёсткие меры для предотвращения бедствия, эпидемия пошла на убыль.
В 1941 году на территорию военного городка была эвакуирована часть Ленинградского приборостроительного завода.
В послевоенные годы и до начала 1950-х годов здесь находилась воинская часть внутренних войск МВД. Затем в корпусах казарм разместилась психиатрическая больница № 3, которая до сих пор (по состоянию на 2024 год) находится в исторических зданиях.. В 1954 году в этой больнице провела последний год жизни сестра Михаила Булгакова Варвара Афанасьевна Карум-Булгакова, ставшая прототипом Елены Турбиной в пьесе писателя Дни Турбиных. Она скончалась в 1954 году.
В 2010 году восемь корпусов для нижних чинов, а также один офицерский корпус получили статус памятников истории регионального значения..